# Cleistachne
Cleistachne  Benth. é um género botânico pertencente à família Poaceae, subfamília Panicoideae, tribo Andropogoneae.
Suas espécies ocorrem na África e Ásia.

## Espécies
- Cleistachne macrantha Stapf
- Cleistachne sorghoides Benth.
- Cleistachne stocksii Hook. f.
- Cleistachne teretifolia Hack.